# 日本繊維前駅
日本繊維前駅（にほんせんいまええき）は、富山県富山市堀川町にあった富山地方鉄道笹津線の駅（廃駅）である。笹津線の廃線に伴い1975年（昭和50年）4月1日に廃駅となった。

## 歴史
- 1950年（昭和25年）12月14日[注釈 1]：富山地方鉄道笹津線南富山駅 - 蜷川駅（後の赤田駅）間に新設開業[1]。旅客のみ取扱い[2]。
- 1975年（昭和50年）4月1日：笹津線の廃線に伴い廃止となる[1][2][3][4]。

## 駅構造
廃止時点で、単式ホーム1面1線を有する地上駅であった。ホームは線路の西側（地鉄笹津方面に向かって右手側）に存在した。転轍機を持たない棒線駅となっていた。
無人駅となっていた。駅舎及び待合所は存在しなかった。ホームは南富山方にスロープを有し駅施設外に連絡していた。

## 駅周辺
駅の向かい（南東側）に駅名の由来ともなった日本繊維の工場があった。
- 国道41号（越中東街道）
- 国道359号 - 当駅廃止後の開通。
- 富山県道317号下掛尾堀川小泉線
- 弥彦神社（分社）

## 駅跡
1998年（平成10年）時点では、日本繊維の工場跡地に作られたダイエーの駐車場入口になっていた。ダイエーは後に系列のハイパーマーケットであるハイパーマートとなるがこれも2000年（平成12年）10月31日に閉店し、「富山マイプラザ」となってメインテナントがジョーシンとなっていた。2007年（平成19年）9月時点、2008年（平成20年）時点、2009年（平成21年）11月時点でも同様であった。
また、当駅跡附近の線路跡は、1998年（平成10年）時点では当線廃線後に南富山駅 - 当駅の間を東西に走る形で開通した国道359号の取付け道路附近から田村町駅跡南側付近までは2車線の舗装道路となっていた。2008年（平成20年）時点でも同様で、当駅跡附近の道路は市道であった。

## 隣の駅
富山地方鉄道
笹津線
南富山駅 - 日本繊維前駅 - 袋駅